# Bonnie (Vorname)
Bonnie ist ein weiblicher Vorname, der hauptsächlich in den englischsprachigen Ländern verbreitet ist.

## Herkunft und Bedeutung
Der Name wird abgeleitet von dem schottischen Wort bonnie, das nett, hübsch bedeutet und vom französischen bon für gut, letztlich aber vom lateinischen bonus mit der gleichen Wortbedeutung stammt.

## Namensträgerinnen
- Bonnie Bartlett (* 1929), US-amerikanische Schauspielerin
- Bonnie Bedelia (* 1948), US-amerikanische Schauspielerin
- Bonnie Beecher (* 1941), US-amerikanische ehemalige Schauspielerin und Sängerin
- Bonnie Berger, US-amerikanische Mathematikerin und Informatikerin
- Bonnie Bianco (* 1963), US-amerikanische Sängerin, Songwriterin und Schauspielerin
- Bonnie Blair (* 1964), US-amerikanische Eisschnellläuferin
- Bonnie Dobson (* 1940), kanadische Folk-Sängerin und Songwriterin
- Bonnie Jeanne Dunbar (* 1949), US-amerikanische Astronautin
- Bonnie Garmus (* 1957), US-amerikanische Schriftstellerin
- Bonnie Hunt (* 1961), US-amerikanische Schauspielerin, Komikerin, Filmproduzentin, Drehbuchautorin und Regisseurin
- Bonnie Langford (* 1964), britische Schauspielerin
- Bonnie McKee (* 1984), US-amerikanische Sängerin und Songwriterin
- Bonnie Pointer (1950–2020), US-amerikanische Sängerin
- Bonnie Raitt (* 1949), US-amerikanische Blues- und Country-Sängerin und Gitarristin
- Bonnie Somerville (* 1974), US-amerikanische Schauspielerin und Sängerin
- Bonnie Strange (* 1986), deutsche Moderatorin, Schauspielerin und Musikerin sowie Model
- Bonnie Tyler (* 1951), britische Pop- und Rocksängerin
- Bonnie Wright (* 1991), britische Filmschauspielerin und Filmemacherin

## Nachweise
1. ↑  https://www.behindthename.com/name/bonnie